# Tour du Táchira 2015
La 50e édition du Tour du Táchira a eu lieu du 9 au 18 janvier 2015. Cette compétition est organisée au Venezuela dans l'État de Táchira. La course fait partie du calendrier UCI America Tour 2015 en catégorie 2.2.
L'épreuve a été remportée par le Vénézuélien José Rujano (Gobernación de Mérida), vainqueur de la sixième étape, qui s'impose respectivement devant ses compatriotes Juan Murillo (Lotería del Táchira), lauréat de la septième étape, et Yeison Delgado (Gobernación del Táchira-Concafé).
Aux niveaux des classements annexes les coureurs du Venezuela les remportent tous avec le succès de José García (Gobernación de Yaracuy AGV) au classement des sprints, Rujano dans celui de la montagne, Murillo au classement par points et Jhorman Flores (JHS Aves-Osorio Motos-Chacaros) qui termine meilleur jeune. De plus la formation du pays, Gobernación del Táchira-Concafé, termine meilleure équipe avec notamment trois coureurs dans les dix premiers du classement final.

## Présentation
L'épreuve est une des premières courses de la saison 2015.

### Équipes
Classé en catégorie 2.2 de l'UCI America Tour, le Tour du Táchira est par conséquent ouvert aux équipes continentales professionnelles, aux équipes continentales, aux équipes nationales et aux équipes régionales et de clubs.
Dix-huit équipes participent à ce Tour du Táchira - deux équipes continentales professionnelles, deux équipes nationales et quatorze équipes régionales et de clubs :
| Équipes continentales professionnelles | Équipes continentales professionnelles | Équipes continentales professionnelles |
| Nom de l'équipe                        | Pays                                   | Code                                   |
| -------------------------------------- | -------------------------------------- | -------------------------------------- |
| Androni Giocattoli                     | Italie                                 | AND                                    |
| Yellow Fluo                            | Italie                                 | YEL                                    |

| Équipes nationales         | Équipes nationales | Équipes nationales |
| Nom de l'équipe            | Pays               | Code               |
| -------------------------- | ------------------ | ------------------ |
| Équipe nationale de Cuba   | Cuba               | CUB                |
| Équipe nationale de Russie | Russie             | RUS                |

| Équipes régionales et de clubs                         | Équipes régionales et de clubs | Équipes régionales et de clubs |
| Nom de l'équipe                                        | Pays                           | Code                           |
| ------------------------------------------------------ | ------------------------------ | ------------------------------ |
| Fundación José Rujano-Alcadía de Antonio Pinto Salinas | Venezuela                      | RPM                            |
| Gobernación de Mérida                                  | Venezuela                      | GMM                            |
| Gobernación de Yaracuy AGV                             | Venezuela                      | GYY                            |
| Gobernación del Táchira-Concafé                        | Venezuela                      | GTT                            |
| Gobierno Barinas-IRDEB                                 | Venezuela                      | GIB                            |
| Gobierno Bolivariano de Nueva Esparta                  | Venezuela                      | GNE                            |
| Gobierno del Zulia-Lotería del Zulia                   | Venezuela                      | GLZ                            |
| Hino Quici Esparza Guerrero                            | Mexique                        | HQM                            |
| JHS Aves-Osorio Motos-Chacaros                         | Venezuela                      | JOT                            |
| Kino Táchira                                           | Venezuela                      | KTT                            |
| Lotería del Táchira                                    | Venezuela                      | LTT                            |
| Ona Idt Fona                                           | Venezuela                      | OFT                            |
| PDVSA-Café Flor de Patria                              | Venezuela                      | PPT                            |
| Trucksosa                                              | Mexique                        | TMX                            |

## Étapes
La course se divise en dix étapes pour un total de 1 288,8 kilomètres à parcourir.
| Étape     | Date       | Villes étapes                             |                           | Distance (km) | Vainqueur d’étape | Leader du classement général |
| --------- | ---------- | ----------------------------------------- | ------------------------- | ------------- | ----------------- | ---------------------------- |
| 1re étape | 9 janvier  | San Cristóbal - San Cristóbal             | Étape de plaine           | 102,9         | Artur García      | Artur García                 |
| 2e étape  | 10 janvier | Peribeca - Santa Bárbara de Barinas       | Étape de plaine           | 176,3         | Enrique Díaz      | Enrique Díaz                 |
| 3e étape  | 11 janvier | Socopó - Guanare                          | Étape de plaine           | 178,1         | Jakub Mareczko    | Enrique Díaz                 |
| 4e étape  | 12 janvier | Guanare - Barinas                         | Étape de plaine           | 109,4         | Jakub Mareczko    | Enrique Díaz                 |
| 5e étape  | 13 janvier | Santa Cruz de Mora - Colón                | Étape de moyenne montagne | 158,1         | Carlos Gálviz     | Carlos Gálviz                |
| 6e étape  | 14 janvier | La Fría - La Grita                        | Étape de montagne         | 113,5         | José Rujano       | José Rujano                  |
| 7e étape  | 15 janvier | Lobatera - Bramón                         | Étape de moyenne montagne | 99            | John Nava         | Juan Murillo                 |
| 8e étape  | 16 janvier | San Antonio del Táchira - Cerro El Cristo | Étape de montagne         | 117,1         | Juan Murillo      | Juan Murillo                 |
| 9e étape  | 17 janvier | El Piñal - Casa del Padre                 | Étape de montagne         | 138,4         | Nelson Camargo    | José Rujano                  |
| 10e étape | 18 janvier | San Cristóbal - San Cristóbal             | Étape de plaine           | 96            | Jonathan Monsalve | José Rujano                  |

## Déroulement de la course

### 1reétape
| Classement de l'étape | Classement de l'étape | Classement de l'étape | Classement de l'étape                 | Classement de l'étape |
|                       | Coureur               | Pays                  | Équipe                                | Temps                 |
| --------------------- | --------------------- | --------------------- | ------------------------------------- | --------------------- |
| 1er                   | Artur García          | Venezuela             | Lotería del Táchira                   | en 2 h 27 min 50 s    |
| 2e                    | Miguel Ubeto          | Venezuela             | Gobernación del Táchira-Concafé       | m.t                   |
| 3e                    | Elia Favilli          | Italie                | Yellow Fluo                           | m.t                   |
| 4e                    | Enrique Díaz          | Venezuela             | Gobernación de Yaracuy AGV            | m.t                   |
| 5e                    | Kirill Sveshnikov     | Russie                | Équipe nationale de Russie            | m.t                   |
| 6e                    | Eugert Zhupa          | Albanie               | Yellow Fluo                           | m.t                   |
| 7e                    | Jackson Rodríguez     | Venezuela             | Androni Giocattoli                    | m.t                   |
| 8e                    | Ronald González       | Venezuela             | Lotería del Táchira                   | m.t                   |
| 9e                    | Juan Murillo          | Venezuela             | Lotería del Táchira                   | m.t                   |
| 10e                   | Daniel Smith          | Venezuela             | Gobierno Bolivariano de Nueva Esparta | m.t                   |
| modifier              |                       |                       |                                       |                       |

| Classement général | Classement général | Classement général | Classement général              | Classement général |
|                    | Coureur            | Pays               | Équipe                          | Temps              |
| ------------------ | ------------------ | ------------------ | ------------------------------- | ------------------ |
| 1er                | Artur García       | Venezuela          | Lotería del Táchira             | en 2 h 27 min 40 s |
| 2e                 | Miguel Ubeto       | Venezuela          | Gobernación del Táchira-Concafé | + 2 s              |
| 3e                 | Elia Favilli       | Italie             | Yellow Fluo                     | + 6 s              |
| 4e                 | Fernando Briceño   | Venezuela          | Gobierno Barinas Irdeb          | + 7 s              |
| 5e                 | Nelson Camargo     | Venezuela          | Ona Idt Fona                    | + 7 s              |
| 6e                 | Enrique Díaz       | Venezuela          | Gobernación de Yaracuy AGV      | + 8 s              |
| 7e                 | Daniel Abreu       | Venezuela          | Gobernación del Táchira-Concafé | + 8 s              |
| 8e                 | Kirill Sveshnikov  | Russie             | Équipe nationale de Russie      | + 10 s             |
| 9e                 | Eugert Zhupa       | Albanie            | Yellow Fluo                     | + 10 s             |
| 10e                | Jackson Rodríguez  | Venezuela          | Androni Giocattoli              | + 10 s             |
| modifier           |                    |                    |                                 |                    |

### 2eétape
| Classement de l'étape | Classement de l'étape | Classement de l'étape | Classement de l'étape           | Classement de l'étape |
|                       | Coureur               | Pays                  | Équipe                          | Temps                 |
| --------------------- | --------------------- | --------------------- | ------------------------------- | --------------------- |
| 1er                   | Enrique Díaz          | Venezuela             | Gobernación de Yaracuy AGV      | en 4 h 13 min 40 s    |
| 2e                    | Xavier Quevedo        | Venezuela             | Gobernación de Yaracuy AGV      | m.t                   |
| 3e                    | Miguel Ubeto          | Venezuela             | Gobernación del Táchira-Concafé | m.t                   |
| 4e                    | Elia Favilli          | Italie                | Yellow Fluo                     | m.t                   |
| 5e                    | Marco Benfatto        | Italie                | Androni Giocattoli              | m.t                   |
| 6e                    | Vasily Neustroev      | Russie                | Équipe nationale de Russie      | m.t                   |
| 7e                    | Dmitri Strakhov       | Russie                | Équipe nationale de Russie      | m.t                   |
| 8e                    | Eugert Zhupa          | Albanie               | Yellow Fluo                     | m.t                   |
| 9e                    | Víctor Horta          | Cuba                  | Équipe nationale de Cuba        | m.t                   |
| 10e                   | Isaac Yaguaro         | Venezuela             | Ona Idt Fona                    | m.t                   |
| modifier              |                       |                       |                                 |                       |

| Classement général | Classement général | Classement général | Classement général                   | Classement général |
|                    | Coureur            | Pays               | Équipe                               | Temps              |
| ------------------ | ------------------ | ------------------ | ------------------------------------ | ------------------ |
| 1er                | Enrique Díaz       | Venezuela          | Gobernación de Yaracuy AGV           | en 6 h 41 min 15 s |
| 2e                 | Miguel Ubeto       | Venezuela          | Gobernación del Táchira-Concafé      | + 3 s              |
| 3e                 | Artur García       | Venezuela          | Lotería del Táchira                  | + 5 s              |
| 4e                 | Xavier Quevedo     | Venezuela          | Gobernación de Yaracuy AGV           | + 9 s              |
| 5e                 | Elia Favilli       | Italie             | Yellow Fluo                          | + 11 s             |
| 6e                 | Fernando Briceño   | Venezuela          | Gobierno Barinas Irdeb               | + 12 s             |
| 7e                 | Nelson Camargo     | Venezuela          | Ona Idt Fona                         | + 12 s             |
| 8e                 | Jhoan Paez         | Venezuela          | Gobierno Barinas Irdeb               | + 12 s             |
| 9e                 | José Piñeiro       | Venezuela          | Gobierno del Zulia-Lotería del Zulia | + 13 s             |
| 10e                | Daniel Abreu       | Venezuela          | Gobernación del Táchira-Concafé      | + 13 s             |
| modifier           |                    |                    |                                      |                    |

### 3eétape
| Classement de l'étape | Classement de l'étape    | Classement de l'étape | Classement de l'étape                 | Classement de l'étape |
|                       | Coureur                  | Pays                  | Équipe                                | Temps                 |
| --------------------- | ------------------------ | --------------------- | ------------------------------------- | --------------------- |
| 1er                   | Jakub Mareczko           | Italie                | Yellow Fluo                           | en 4 h 12 min 39 s    |
| 2e                    | Marco Benfatto           | Italie                | Androni Giocattoli                    | m.t                   |
| 3e                    | Enrique Díaz             | Venezuela             | Gobernación de Yaracuy AGV            | m.t                   |
| 4e                    | Isaac Yaguaro            | Venezuela             | Ona Idt Fona                          | m.t                   |
| 5e                    | Xavier Quevedo           | Venezuela             | Gobernación de Yaracuy AGV            | m.t                   |
| 6e                    | Daniel Smith             | Venezuela             | Gobierno Bolivariano de Nueva Esparta | m.t                   |
| 7e                    | Alexander Gómez          | Venezuela             | Gobierno Bolivariano de Nueva Esparta | m.t                   |
| 8e                    | Xavier Nieves            | Venezuela             | Ona Idt Fona                          | m.t                   |
| 9e                    | José Carlos Valdez Calva | Mexique               | Trucksosa                             | m.t                   |
| 10e                   | Miguel Ubeto             | Venezuela             | Gobernación del Táchira-Concafé       | m.t                   |
| modifier              |                          |                       |                                       |                       |

| Classement général | Classement général | Classement général | Classement général              | Classement général  |
|                    | Coureur            | Pays               | Équipe                          | Temps               |
| ------------------ | ------------------ | ------------------ | ------------------------------- | ------------------- |
| 1er                | Enrique Díaz       | Venezuela          | Gobernación de Yaracuy AGV      | en 10 h 53 min 50 s |
| 2e                 | Miguel Ubeto       | Venezuela          | Gobernación del Táchira-Concafé | + 5 s               |
| 3e                 | Artur García       | Venezuela          | Lotería del Táchira             | + 9 s               |
| 4e                 | Jhoan Paez         | Venezuela          | Gobierno Barinas Irdeb          | + 11 s              |
| 5e                 | Xavier Quevedo     | Venezuela          | Gobernación de Yaracuy AGV      | + 13 s              |
| 6e                 | Marco Benfatto     | Italie             | Androni Giocattoli              | + 13 s              |
| 7e                 | Wilmen Bravo       | Venezuela          | Gobernación de Mérida           | + 14 s              |
| 8e                 | Elia Favilli       | Italie             | Yellow Fluo                     | + 15 s              |
| 9e                 | Nelson Camargo     | Venezuela          | Ona Idt Fona                    | + 16 s              |
| 10e                | Daniel Abreu       | Venezuela          | Gobernación del Táchira-Concafé | + 17 s              |
| modifier           |                    |                    |                                 |                     |

### 4eétape
| Classement de l'étape | Classement de l'étape | Classement de l'étape | Classement de l'étape           | Classement de l'étape |
|                       | Coureur               | Pays                  | Équipe                          | Temps                 |
| --------------------- | --------------------- | --------------------- | ------------------------------- | --------------------- |
| 1er                   | Jakub Mareczko        | Italie                | Yellow Fluo                     | en 2 h 44 min 51 s    |
| 2e                    | Enrique Díaz          | Venezuela             | Gobernación de Yaracuy AGV      | m.t                   |
| 3e                    | Xavier Quevedo        | Venezuela             | Gobernación de Yaracuy AGV      | m.t                   |
| 4e                    | Kirill Sveshnikov     | Russie                | Équipe nationale de Russie      | m.t                   |
| 5e                    | Miguel Ubeto          | Venezuela             | Gobernación del Táchira-Concafé | m.t                   |
| 6e                    | Xavier Nieves         | Venezuela             | Ona Idt Fona                    | m.t                   |
| 7e                    | Vasily Neustroev      | Russie                | Équipe nationale de Russie      | m.t                   |
| 8e                    | Elia Favilli          | Italie                | Yellow Fluo                     | m.t                   |
| 9e                    | Gil Cordovés          | Venezuela             | Ona Idt Fona                    | m.t                   |
| 10e                   | Dmitri Strakhov       | Russie                | Équipe nationale de Russie      | m.t                   |
| modifier              |                       |                       |                                 |                       |

| Classement général | Classement général | Classement général | Classement général              | Classement général  |
|                    | Coureur            | Pays               | Équipe                          | Temps               |
| ------------------ | ------------------ | ------------------ | ------------------------------- | ------------------- |
| 1er                | Enrique Díaz       | Venezuela          | Gobernación de Yaracuy AGV      | en 13 h 38 min 32 s |
| 2e                 | Miguel Ubeto       | Venezuela          | Gobernación del Táchira-Concafé | + 13 s              |
| 3e                 | Xavier Quevedo     | Venezuela          | Gobernación de Yaracuy AGV      | + 18 s              |
| 4e                 | Artur García       | Venezuela          | Lotería del Táchira             | + 18 s              |
| 5e                 | Jhoan Paez         | Venezuela          | Gobierno Barinas Irdeb          | + 20 s              |
| 6e                 | Marco Benfatto     | Italie             | Androni Giocattoli              | + 22 s              |
| 7e                 | Wilmen Bravo       | Venezuela          | Gobernación de Mérida           | + 23 s              |
| 8e                 | Elia Favilli       | Italie             | Yellow Fluo                     | + 24 s              |
| 9e                 | Eugert Zhupa       | Albanie            | Yellow Fluo                     | + 25 s              |
| 10e                | Nelson Camargo     | Venezuela          | Ona Idt Fona                    | + 25 s              |
| modifier           |                    |                    |                                 |                     |

### 5eétape
| Classement de l'étape | Classement de l'étape | Classement de l'étape | Classement de l'étape           | Classement de l'étape |
|                       | Coureur               | Pays                  | Équipe                          | Temps                 |
| --------------------- | --------------------- | --------------------- | ------------------------------- | --------------------- |
| 1er                   | Carlos Gálviz         | Venezuela             | Androni Giocattoli              | en 3 h 59 min 31 s    |
| 2e                    | Jackson Rodríguez     | Venezuela             | Androni Giocattoli              | + 2 s                 |
| 3e                    | Juan Murillo          | Venezuela             | Lotería del Táchira             | + 2 s                 |
| 4e                    | José Rujano           | Venezuela             | Gobernación de Mérida           | + 2 s                 |
| 5e                    | Jorge Abreu           | Venezuela             | Gobernación del Táchira-Concafé | + 2 s                 |
| 6e                    | Yonder Godoy          | Venezuela             | Androni Giocattoli              | + 2 s                 |
| 7e                    | Carlos José Ochoa     | Venezuela             | Gobernación de Yaracuy AGV      | + 2 s                 |
| 8e                    | Jonathan Camargo      | Venezuela             | Gobernación del Táchira-Concafé | + 2 s                 |
| 9e                    | Roniel Campos         | Venezuela             | Gobernación de Yaracuy AGV      | + 2 s                 |
| 10e                   | Ronald González       | Venezuela             | Lotería del Táchira             | + 2 s                 |
| modifier              |                       |                       |                                 |                       |

| Classement général | Classement général | Classement général | Classement général              | Classement général  |
|                    | Coureur            | Pays               | Équipe                          | Temps               |
| ------------------ | ------------------ | ------------------ | ------------------------------- | ------------------- |
| 1er                | Carlos Gálviz      | Venezuela          | Androni Giocattoli              | en 17 h 38 min 21 s |
| 2e                 | Jackson Rodríguez  | Venezuela          | Androni Giocattoli              | + 6 s               |
| 3e                 | Juan Murillo       | Venezuela          | Lotería del Táchira             | + 8 s               |
| 4e                 | Nelson Camargo     | Venezuela          | Ona Idt Fona                    | + 9 s               |
| 5e                 | Daniel Abreu       | Venezuela          | Gobernación del Táchira-Concafé | + 10 s              |
| 6e                 | Yonder Godoy       | Venezuela          | Androni Giocattoli              | + 12 s              |
| 7e                 | Ronald González    | Venezuela          | Lotería del Táchira             | + 12 s              |
| 8e                 | José Rujano        | Venezuela          | Gobernación de Mérida           | + 12 s              |
| 9e                 | Roniel Campos      | Venezuela          | Gobernación de Yaracuy AGV      | + 12 s              |
| 10e                | Anderson Paredes   | Venezuela          | Gobernación de Yaracuy AGV      | + 12 s              |
| modifier           |                    |                    |                                 |                     |

### 6eétape
| Classement de l'étape | Classement de l'étape | Classement de l'étape | Classement de l'étape           | Classement de l'étape |
|                       | Coureur               | Pays                  | Équipe                          | Temps                 |
| --------------------- | --------------------- | --------------------- | ------------------------------- | --------------------- |
| 1er                   | José Rujano           | Venezuela             | Gobernación de Mérida           | en 2 h 52 min 47 s    |
| 2e                    | Juan Murillo          | Venezuela             | Lotería del Táchira             | + 3 s                 |
| 3e                    | Juan José Ruiz        | Venezuela             | Lotería del Táchira             | + 49 s                |
| 4e                    | Yeison Delgado        | Venezuela             | Gobernación del Táchira-Concafé | + 52 s                |
| 5e                    | Carlos Gálviz         | Venezuela             | Androni Giocattoli              | + 55 s                |
| 6e                    | Jorge Abreu           | Venezuela             | Gobernación del Táchira-Concafé | + 57 s                |
| 7e                    | José Alarcón          | Venezuela             | Gobernación de Mérida           | + 1 min 5 s           |
| 8e                    | Yonder Godoy          | Venezuela             | Androni Giocattoli              | + 1 min 26 s          |
| 9e                    | Jonathan Camargo      | Venezuela             | Gobernación del Táchira-Concafé | + 1 min 28 s          |
| 10e                   | Nelson Camargo        | Venezuela             | Ona Idt Fona                    | + 1 min 41 s          |
| modifier              |                       |                       |                                 |                       |

| Classement général | Classement général | Classement général | Classement général              | Classement général  |
|                    | Coureur            | Pays               | Équipe                          | Temps               |
| ------------------ | ------------------ | ------------------ | ------------------------------- | ------------------- |
| 1er                | José Rujano        | Venezuela          | Gobernación de Mérida           | en 20 h 31 min 10 s |
| 2e                 | Juan Murillo       | Venezuela          | Lotería del Táchira             | + 3 s               |
| 3e                 | Carlos Gálviz      | Venezuela          | Androni Giocattoli              | + 53 s              |
| 4e                 | Juan José Ruiz     | Venezuela          | Lotería del Táchira             | + 55 s              |
| 5e                 | Jorge Abreu        | Venezuela          | Gobernación del Táchira-Concafé | + 1 min 7 s         |
| 6e                 | Yeison Delgado     | Venezuela          | Gobernación del Táchira-Concafé | + 1 min 9 s         |
| 7e                 | José Alarcón       | Venezuela          | Gobernación de Mérida           | + 1 min 22 s        |
| 8e                 | Yonder Godoy       | Venezuela          | Androni Giocattoli              | + 1 min 36 s        |
| 9e                 | Jonathan Camargo   | Venezuela          | Gobernación del Táchira-Concafé | + 1 min 38 s        |
| 10e                | Nelson Camargo     | Venezuela          | Ona Idt Fona                    | + 1 min 48 s        |
| modifier           |                    |                    |                                 |                     |

### 7eétape
| Classement de l'étape | Classement de l'étape | Classement de l'étape | Classement de l'étape           | Classement de l'étape |
|                       | Coureur               | Pays                  | Équipe                          | Temps                 |
| --------------------- | --------------------- | --------------------- | ------------------------------- | --------------------- |
| 1er                   | John Nava             | Venezuela             | Kino Táchira                    | en 2 h 38 min 46 s    |
| 2e                    | Juan Murillo          | Venezuela             | Lotería del Táchira             | + 2 s                 |
| 3e                    | Carlos Gálviz         | Venezuela             | Androni Giocattoli              | + 3 s                 |
| 4e                    | José Rujano           | Venezuela             | Gobernación de Mérida           | + 4 s                 |
| 5e                    | Jonathan Camargo      | Venezuela             | Gobernación del Táchira-Concafé | + 4 s                 |
| 6e                    | Yeison Delgado        | Venezuela             | Gobernación del Táchira-Concafé | + 4 s                 |
| 7e                    | José Alarcon          | Venezuela             | Gobernación de Mérida           | + 4 s                 |
| 8e                    | Jhorman Flores        | Venezuela             | JHS Aves-Osorio Motos-Chacaros  | + 8 s                 |
| 9e                    | Juan José Ruiz        | Venezuela             | Lotería del Táchira             | + 13 s                |
| 10e                   | Anderson Paredes      | Venezuela             | Gobernación de Yaracuy AGV      | + 13 s                |
| modifier              |                       |                       |                                 |                       |

| Classement général | Classement général | Classement général | Classement général              | Classement général |
|                    | Coureur            | Pays               | Équipe                          | Temps              |
| ------------------ | ------------------ | ------------------ | ------------------------------- | ------------------ |
| 1er                | Juan Murillo       | Venezuela          | Lotería del Táchira             | en 23 h 9 min 52 s |
| 2e                 | José Rujano        | Venezuela          | Gobernación de Mérida           | + 6 s              |
| 3e                 | Carlos Gálviz      | Venezuela          | Androni Giocattoli              | + 56 s             |
| 4e                 | Juan José Ruiz     | Venezuela          | Lotería del Táchira             | + 1 min 11 s       |
| 5e                 | Yeison Delgado     | Venezuela          | Gobernación del Táchira-Concafé | + 1 min 14 s       |
| 6e                 | Jorge Abreu        | Venezuela          | Gobernación del Táchira-Concafé | + 1 min 26 s       |
| 7e                 | José Alarcon       | Venezuela          | Gobernación de Mérida           | + 1 min 30 s       |
| 8e                 | Jonathan Camargo   | Venezuela          | Gobernación del Táchira-Concafé | + 1 min 46 s       |
| 9e                 | Yonder Godoy       | Venezuela          | Androni Giocattoli              | + 2 min 3 s        |
| 10e                | Nelson Camargo     | Venezuela          | Ona Idt Fona                    | + 2 min 10 s       |
| modifier           |                    |                    |                                 |                    |

### 8eétape
| Classement de l'étape | Classement de l'étape | Classement de l'étape | Classement de l'étape           | Classement de l'étape |
|                       | Coureur               | Pays                  | Équipe                          | Temps                 |
| --------------------- | --------------------- | --------------------- | ------------------------------- | --------------------- |
| 1er                   | Juan Murillo          | Venezuela             | Lotería del Táchira             | en 3 h 8 min 21 s     |
| 2e                    | José Rujano           | Venezuela             | Gobernación de Mérida           | + 3 s                 |
| 3e                    | Carlos Gálviz         | Venezuela             | Androni Giocattoli              | + 5 s                 |
| 4e                    | Yeison Delgado        | Venezuela             | Gobernación del Táchira-Concafé | + 12 s                |
| 5e                    | Juan José Ruiz        | Venezuela             | Lotería del Táchira             | + 38 s                |
| 6e                    | Jhorman Flores        | Venezuela             | JHS Aves-Osorio Motos-Chacaros  | + 38 s                |
| 7e                    | Pedro Sequera         | Venezuela             | Gobernación de Yaracuy AGV      | + 43 s                |
| 8e                    | Jorge Abreu           | Venezuela             | Gobernación del Táchira-Concafé | + 45 s                |
| 9e                    | Jonathan Camargo      | Venezuela             | Gobernación del Táchira-Concafé | + 45 s                |
| 10e                   | Nelson Camargo        | Venezuela             | Ona Idt Fona                    | + 52 s                |
| modifier              |                       |                       |                                 |                       |

| Classement général | Classement général | Classement général | Classement général              | Classement général |
|                    | Coureur            | Pays               | Équipe                          | Temps              |
| ------------------ | ------------------ | ------------------ | ------------------------------- | ------------------ |
| 1er                | Juan Murillo       | Venezuela          | Lotería del Táchira             | en 26 h 18 min 3 s |
| 2e                 | José Rujano        | Venezuela          | Gobernación de Mérida           | + 13 s             |
| 3e                 | Carlos Gálviz      | Venezuela          | Androni Giocattoli              | + 1 min 7 s        |
| 4e                 | Yeison Delgado     | Venezuela          | Gobernación del Táchira-Concafé | + 1 min 36 s       |
| 5e                 | Juan José Ruiz     | Venezuela          | Lotería del Táchira             | + 2 min            |
| 6e                 | Jorge Abreu        | Venezuela          | Gobernación del Táchira-Concafé | + 2 min 21 s       |
| 7e                 | Jonathan Camargo   | Venezuela          | Gobernación del Táchira-Concafé | + 2 min 41 s       |
| 8e                 | Nelson Camargo     | Venezuela          | Ona Idt Fona                    | + 3 min 12 s       |
| 9e                 | Anderson Paredes   | Venezuela          | Gobernación de Yaracuy AGV      | + 3 min 48 s       |
| 10e                | José Alarcon       | Venezuela          | Gobernación de Mérida           | + 4 min 5 s        |
| modifier           |                    |                    |                                 |                    |

### 9eétape
| Classement de l'étape | Classement de l'étape | Classement de l'étape | Classement de l'étape           | Classement de l'étape |
|                       | Coureur               | Pays                  | Équipe                          | Temps                 |
| --------------------- | --------------------- | --------------------- | ------------------------------- | --------------------- |
| 1er                   | Nelson Camargo        | Venezuela             | Ona Idt Fona                    | en 3 h 57 min 27 s    |
| 2e                    | Jonathan Camargo      | Venezuela             | Gobernación del Táchira-Concafé | + 33 s                |
| 3e                    | José Rujano           | Venezuela             | Gobernación de Mérida           | + 49 s                |
| 4e                    | Yeison Delgado        | Venezuela             | Gobernación del Táchira-Concafé | + 59 s                |
| 5e                    | Juan Murillo          | Venezuela             | Lotería del Táchira             | + 1 min 28 s          |
| 6e                    | Jorge Abreu           | Venezuela             | Gobernación del Táchira-Concafé | + 2 min 3 s           |
| 7e                    | Jhorman Flores        | Venezuela             | JHS Aves-Osorio Motos-Chacaros  | + 2 min 3 s           |
| 8e                    | Carlos Gálviz         | Venezuela             | Androni Giocattoli              | + 2 min 29 s          |
| 9e                    | José Alarcon          | Venezuela             | Gobernación de Mérida           | + 2 min 43 s          |
| 10e                   | Kirill Sveshnikov     | Russie                | Équipe nationale de Russie      | + 3 min 1 s           |
| modifier              |                       |                       |                                 |                       |

| Classement général | Classement général | Classement général | Classement général              | Classement général  |
|                    | Coureur            | Pays               | Équipe                          | Temps               |
| ------------------ | ------------------ | ------------------ | ------------------------------- | ------------------- |
| 1er                | José Rujano        | Venezuela          | Gobernación de Mérida           | en 30 h 16 min 27 s |
| 2e                 | Juan Murillo       | Venezuela          | Lotería del Táchira             | + 31 s              |
| 3e                 | Yeison Delgado     | Venezuela          | Gobernación del Táchira-Concafé | + 1 min 38 s        |
| 4e                 | Nelson Camargo     | Venezuela          | Ona Idt Fona                    | + 2 min 4 s         |
| 5e                 | Jonathan Camargo   | Venezuela          | Gobernación del Táchira-Concafé | + 2 min 11 s        |
| 6e                 | Carlos Gálviz      | Venezuela          | Androni Giocattoli              | + 2 min 39 s        |
| 7e                 | Jorge Abreu        | Venezuela          | Gobernación del Táchira-Concafé | + 3 min 37 s        |
| 8e                 | Juan José Ruiz     | Venezuela          | Lotería del Táchira             | + 5 min 11 s        |
| 9e                 | Jhorman Flores     | Venezuela          | JHS Aves-Osorio Motos-Chacaros  | + 5 min 36 s        |
| 10e                | José Alarcon       | Venezuela          | Gobernación de Mérida           | + 5 min 51 s        |
| modifier           |                    |                    |                                 |                     |

### 10eétape
| Classement de l'étape | Classement de l'étape | Classement de l'étape | Classement de l'étape           | Classement de l'étape |
|                       | Coureur               | Pays                  | Équipe                          | Temps                 |
| --------------------- | --------------------- | --------------------- | ------------------------------- | --------------------- |
| 1er                   | Jonathan Monsalve     | Venezuela             | Yellow Fluo                     | en 2 h 15 min 38 s    |
| 2e                    | Jackson Rodríguez     | Venezuela             | Androni Giocattoli              | + 0 s                 |
| 3e                    | Kirill Sveshnikov     | Russie                | Équipe nationale de Russie      | + 2 s                 |
| 4e                    | John Nava             | Venezuela             | Kino Táchira                    | + 7 s                 |
| 5e                    | José Alarcon          | Venezuela             | Gobernación de Mérida           | + 1 min 22 s          |
| 6e                    | José Rujano           | Venezuela             | Gobernación de Mérida           | + 1 min 22 s          |
| 7e                    | Juan Murillo          | Venezuela             | Lotería del Táchira             | + 1 min 22 s          |
| 8e                    | Jonathan Camargo      | Venezuela             | Gobernación del Táchira-Concafé | + 1 min 23 s          |
| 9e                    | Carlos Gálviz         | Venezuela             | Androni Giocattoli              | + 1 min 26 s          |
| 10e                   | Nelson Camargo        | Venezuela             | Ona Idt Fona                    | + 1 min 26 s          |
| modifier              |                       |                       |                                 |                       |

## Classements finals

### Classement général final
| Classement général final | Classement général final | Classement général final | Classement général final        | Classement général final |
|                          | Coureur                  | Pays                     | Équipe                          | Temps                    |
| ------------------------ | ------------------------ | ------------------------ | ------------------------------- | ------------------------ |
| 1er                      | José Rujano              | Venezuela                | Gobernación de Mérida           | en 32 h 33 min 28 s      |
| 2e                       | Juan Murillo             | Venezuela                | Lotería del Táchira             | + 30 s                   |
| 3e                       | Yeison Delgado           | Venezuela                | Gobernación del Táchira-Concafé | + 1 min 41 s             |
| 4e                       | Nelson Camargo           | Venezuela                | Ona Idt Fona                    | + 2 min 8 s              |
| 5e                       | Jonathan Camargo         | Venezuela                | Gobernación del Táchira-Concafé | + 2 min 11 s             |
| 6e                       | Carlos Gálviz            | Venezuela                | Androni Giocattoli              | + 2 min 42 s             |
| 7e                       | Jorge Abreu              | Venezuela                | Gobernación del Táchira-Concafé | + 3 min 40 s             |
| 8e                       | Juan José Ruiz           | Venezuela                | Lotería del Táchira             | + 5 min 19 s             |
| 9e                       | Jhorman Flores           | Venezuela                | JHS Aves-Osorio Motos-Chacaros  | + 5 min 36 s             |
| 10e                      | José Alarcon             | Venezuela                | Gobernación de Mérida           | + 5 min 50 s             |
| modifier                 |                          |                          |                                 |                          |

### Classements annexes
| Classement des sprints | Classement des sprints | Classement des sprints | Classement des sprints     | Classement des sprints |
| ---------------------- | ---------------------- | ---------------------- | -------------------------- | ---------------------- |
|                        | Coureur                | Pays                   | Équipe                     | Point(s)               |
| 1er                    | José García            | Venezuela              | Gobernación de Yaracuy AGV | 23 points              |
| 2e                     | Fernando Briceño       | Venezuela              | Gobierno Barinas Irdeb     | 21 pts                 |
| 3e                     | Eugert Zhupa           | Albanie                | Yellow Fluo                | 21 pts                 |
| modifier               |                        |                        |                            |                        |

| Classement de la montagne | Classement de la montagne | Classement de la montagne | Classement de la montagne | Classement de la montagne |
| ------------------------- | ------------------------- | ------------------------- | ------------------------- | ------------------------- |
|                           | Coureur                   | Pays                      | Équipe                    | Point(s)                  |
| 1er                       | José Rujano               | Venezuela                 | Gobernación de Mérida     | 40 points                 |
| 2e                        | Juan Murillo              | Venezuela                 | Lotería del Táchira       | 25 pts                    |
| 3e                        | Carlos Gálviz             | Venezuela                 | Androni Giocattoli        | 25 pts                    |
| modifier                  |                           |                           |                           |                           |

| Classement par points | Classement par points | Classement par points | Classement par points      | Classement par points |
| --------------------- | --------------------- | --------------------- | -------------------------- | --------------------- |
|                       | Coureur               | Pays                  | Équipe                     | Point(s)              |
| 1er                   | Juan Murillo          | Venezuela             | Lotería del Táchira        | 112 points            |
| 2e                    | José Rujano           | Venezuela             | Gobernación de Mérida      | 103 pts               |
| 3e                    | Enrique Díaz          | Venezuela             | Gobernación de Yaracuy AGV | 87 pts                |
| modifier              |                       |                       |                            |                       |

| Classement du meilleur jeune | Classement du meilleur jeune | Classement du meilleur jeune | Classement du meilleur jeune   | Classement du meilleur jeune |
|                              | Coureur                      | Pays                         | Équipe                         | Temps                        |
| ---------------------------- | ---------------------------- | ---------------------------- | ------------------------------ | ---------------------------- |
| 1er                          | Jhorman Flores               | Venezuela                    | JHS Aves-Osorio Motos-Chacaros | en 32 h 39 min 18 s          |
| 2e                           | Anderson Paredes             | Venezuela                    | Gobernación de Yaracuy AGV     | + 1 min 54 s                 |
| 3e                           | José Moreno                  | Venezuela                    | JHS Aves-Osorio Motos-Chacaros | + 14 min 32 s                |
| modifier                     |                              |                              |                                |                              |

| \| Classement par équipes[1] \| Classement par équipes[1] \| Classement par équipes[1] \| Classement par équipes[1] \| \| \| Équipe \| Pays \| Temps \| \| ------------------------- \| ------------------------------- \| ------------------------- \| ------------------------- \| \| 1re \| Gobernación del Táchira-Concafé \| Venezuela \| en 97 h 47 min 48 s \| \| 2e \| Lotería del Táchira \| Venezuela \| + 8 min 28 s \| \| 3e \| Gobernación de Mérida \| Venezuela \| + 16 min 8 s \| \| modifier \| \| \| \| |                                 |           |                     |
| Classement par équipes |                                 |           |                     |
| | Équipe                          | Pays      | Temps               |
| 1re | Gobernación del Táchira-Concafé | Venezuela | en 97 h 47 min 48 s |
| 2e | Lotería del Táchira             | Venezuela | + 8 min 28 s        |
| 3e | Gobernación de Mérida           | Venezuela | + 16 min 8 s        |
| modifier |                                 |           |                     |

### UCI America Tour
Ce Tour du Táchira attribue des points pour l'UCI America Tour 2015, par équipes seulement aux coureurs des équipes continentales professionnelles et continentales, individuellement à tous les coureurs sauf ceux faisant partie d'une équipe ayant un label WorldTeam.
| Position,          | 1er | 2e | 3e | 4e | 5e | 6e | 7e | 8e |
| Classement général | 40  | 30 | 16 | 12 | 10 | 8  | 6  | 3  |
| Par étape          | 8   | 5  | 2  |    |    |    |    |    |
| Leader, par étape  | 4   |    |    |    |    |    |    |    |

| Cycliste          | Équipe                          | Général | Étape | Leader | Total |
| ----------------- | ------------------------------- | ------- | ----- | ------ | ----- |
| José Rujano       | Gobernación de Mérida           | 40      | 15    | 8      | 63    |
| Juan Murillo      | Lotería del Táchira             | 30      | 20    | 8      | 58    |
| Enrique Díaz      | Gobernación de Yaracuy AGV      | -       | 15    | 12     | 27    |
| Carlos Gálviz     | Androni Giocattoli              | 8       | 12    | 4      | 24    |
| Nelson Camargo    | Ona Idt Fona                    | 12      | 8     | -      | 20    |
| Yeison Delgado    | Gobernación del Táchira-Concafé | 16      | -     | -      | 16    |
| Jakub Mareczko    | Yellow Fluo                     | -       | 16    | -      | 16    |
| Jonathan Camargo  | Gobernación del Táchira-Concafé | 10      | 5     | -      | 15    |
| Artur García      | Lotería del Táchira             | -       | 8     | 4      | 12    |
| Jackson Rodríguez | Androni Giocattoli              | -       | 10    | -      | 10    |
| Jonathan Monsalve | Yellow Fluo                     | -       | 8     | -      | 8     |
| John Nava         | Kino Táchira                    | -       | 8     | -      | 8     |
| Xavier Quevedo    | Gobernación de Yaracuy AGV      | -       | 7     | -      | 7     |
| Miguel Ubeto      | Gobernación del Táchira-Concafé | -       | 7     | -      | 7     |
| Jorge Abreu       | Gobernación del Táchira-Concafé | 6       | -     | -      | 6     |
| Marco Benfatto    | Androni Giocattoli              | -       | 5     | -      | 5     |
| Juan José Ruiz    | Lotería del Táchira             | 3       | 2     | -      | 5     |
| Elia Favilli      | Yellow Fluo                     | -       | 2     | -      | 2     |
| Kirill Sveshnikov | Équipe nationale de Russie      | -       | 2     | -      | 2     |

## Évolution des classements
| Étape              | Vainqueur          | Classement général | Classement des sprints | Classement de la montagne | Classement par points | Classement du meilleur jeune | Classement par équipes          |
| ------------------ | ------------------ | ------------------ | ---------------------- | ------------------------- | --------------------- | ---------------------------- | ------------------------------- |
| 1                  | Artur García       | Artur García       | Pedro Sequera          | Non décerné               | Artur García          | Dmitri Strakhov              | Lotería del Táchira             |
| 2                  | Enrique Díaz       | Enrique Díaz       | Jhoan Paez             | Non décerné               | Enrique Díaz          | Sergey Vdovin                | Gobernación de Yaracuy AGV      |
| 3                  | Jakub Mareczko     | Enrique Díaz       | Jhoan Paez             | Non décerné               | Enrique Díaz          | Xavier Nieves                | Gobernación de Yaracuy AGV      |
| 4                  | Jakub Mareczko     | Enrique Díaz       | Jhoan Paez             | Non décerné               | Enrique Díaz          | Isaac Yaguaro                | Gobernación de Yaracuy AGV      |
| 5                  | Carlos Gálviz      | Carlos Gálviz      | Jhoan Paez             | Nelson Camargo            | Enrique Díaz          | Yonder Godoy                 | Androni Giocattoli              |
| 6                  | José Rujano        | José Rujano        | Jhoan Paez             | José Rujano               | Enrique Díaz          | Yonder Godoy                 | Gobernación del Táchira-Concafé |
| 7                  | John Nava          | Juan Murillo       | Eugert Zhupa           | José Rujano               | Enrique Díaz          | Yonder Godoy                 | Gobernación del Táchira-Concafé |
| 8                  | Juan Murillo       | Juan Murillo       | José García            | José Rujano               | Juan Murillo          | Anderson Paredes             | Gobernación del Táchira-Concafé |
| 9                  | Nelson Camargo     | José Rujano        | José García            | José Rujano               | Juan Murillo          | Jhorman Flores               | Gobernación del Táchira-Concafé |
| 10                 | Jonathan Monsalve  | José Rujano        | José García            | José Rujano               | Juan Murillo          | Jhorman Flores               | Gobernación del Táchira-Concafé |
| Classements finals | Classements finals | José Rujano        | José García            | José Rujano               | Juan Murillo          | Jhorman Flores               | Gobernación del Táchira-Concafé |

## Liste des participants
- Liste de départ complète

| Légende                                | Légende                                                                                                  | Légende                          | Légende                                                                                                  |
| -------------------------------------- | --- | -------------------------------- | --- |
| Num                                    | Dossard de départ porté par le coureur sur ce Tour du Táchira                                            | Pos                              | Position finale au classement général                                                                    |
| Leader du classement général           | Indique le vainqueur du classement général                                                               | Leader du classement des sprints | Indique le vainqueur du classement des sprints                                                           |
| Leader du classement de la montagne    | Indique le vainqueur du classement de la montagne                                                        | Leader du classement par points  | Indique le vainqueur du classement par points                                                            |
| Leader du classement du meilleur jeune | Indique le vainqueur du classement du meilleur jeune                                                     |                                  | Indique un maillot de champion national ou mondial, suivi de sa spécialité                               |
| #                                      | Indique la meilleure équipe                                                                              | NP                               | Indique un coureur qui n'a pas pris le départ d'une étape, suivi du numéro de l'étape où il s'est retiré |
| AB                                     | Indique un coureur qui n'a pas terminé une étape, suivi du numéro de l'étape où il s'est retiré          | HD                               | Indique un coureur qui a terminé une étape hors des délais, suivi du numéro de l'étape                   |
| *                                      | Indique un coureur en lice pour le classement du meilleur jeune (coureurs nés après le 1er janvier 1993) |                                  | |

| Androni Giocattoli AND             | Androni Giocattoli AND  | Androni Giocattoli AND |
| ---------------------------------- | ----------------------- | ---------------------- |
| Num                                | Coureur                 | Pos                    |
| 1                                  | Carlos Gálviz (VEN)     | 6e                     |
| 2                                  | Jackson Rodríguez (VEN) | 15e                    |
| 3                                  | Yonder Godoy (VEN)*     | 28e                    |
| 4                                  | Carlos Giménez (VEN)*   | 46e                    |
| 5                                  | Marco Benfatto (ITA)    | NP-6                   |
| 6                                  | Andrea Zordan (ITA)     | AB-1                   |
| 7                                  | Alberto Nardin (ITA)    | AB-10                  |
| 8                                  | Emanuele Sella (ITA)    | 27e                    |
| Directeur sportif : Edgar Da Silva |                         |                        |

| Lotería del Táchira LTT        | Lotería del Táchira LTT     | Lotería del Táchira LTT |
| ------------------------------ | --------------------------- | ----------------------- |
| Num                            | Coureur                     | Pos                     |
| 11                             | Juan Murillo (VEN)          | 2e                      |
| 12                             | Ronald González (VEN)       | 14e                     |
| 13                             | José Chacón (VEN)           | 39e                     |
| 14                             | Juan José Ruiz (VEN)        | 8e                      |
| 15                             | José Alirio Contreras (VEN) | 23e                     |
| 16                             | Heberth Rivas (VEN)         | 19e                     |
| 17                             | Carlos Molina (VEN)*        | 40e                     |
| 18                             | Artur García (VEN)          | 55e                     |
| Directeur sportif : Omar Pumar |                             |                         |

| Yellow Fluo YEL                        | Yellow Fluo YEL         | Yellow Fluo YEL |
| -------------------------------------- | ----------------------- | --------------- |
| Num                                    | Coureur                 | Pos             |
| 21                                     | Jonathan Monsalve (VEN) | 35e             |
| 22                                     | Jakub Mareczko (ITA)*   | NP-6            |
| 23                                     | Matteo Busato (ITA)     | 49e             |
| 24                                     | Samuele Conti (ITA)     | NP-1            |
| 25                                     | Elia Favilli (ITA)      | 71e             |
| 26                                     | Eugert Zhupa (ALB)      | 86e             |
| 27                                     | Mirko Tedeschi (ITA)    | AB-2            |
| 28                                     | Giuseppe Fonzi (ITA)    | AB-10           |
| Directeur sportif : Giuseppe Di Fresco |                         |                 |

| Gobernación de Mérida GMM           | Gobernación de Mérida GMM  | Gobernación de Mérida GMM |
| ----------------------------------- | -------------------------- | ------------------------- |
| Num                                 | Coureur                    | Pos                       |
| 31                                  | José Rujano (VEN)          | 1er                       |
| 32                                  | Eduin Becerra (VEN)        | 25e                       |
| 33                                  | José Alarcón (VEN)         | 10e                       |
| 34                                  | Darwin Urrea (VEN)         | 65e                       |
| 35                                  | Wilmen Bravo (VEN)         | AB-9                      |
| 36                                  | Franklin Raúl Chacón (VEN) | 43e                       |
| 37                                  | Andris Hernández (VEN)     | 64e                       |
| 38                                  | Ángel Rivas (VEN)          | 21e                       |
| Directeur sportif : Edgar Caballero |                            |                           |

| Équipe nationale de Russie RUS          | Équipe nationale de Russie RUS | Équipe nationale de Russie RUS |
| --------------------------------------- | ------------------------------ | ------------------------------ |
| Num                                     | Coureur                        | Pos                            |
| 41                                      | Kirill Sveshnikov (RUS)        | 17e                            |
| 42                                      | Evgeny Shalunov (RUS)          | NP-1                           |
| 43                                      | Alexey Rybalkin (RUS)*         | AB-5                           |
| 44                                      | Dmitri Strakhov (RUS)*         | 69e                            |
| 45                                      | Sergey Vdovin (RUS)*           | 56e                            |
| 46                                      | Andrey Prostokishin (RUS)*     | AB-10                          |
| 47                                      | Vasily Neustroev (RUS)         | AB-9                           |
| 48                                      | Alexander Vdovin (RUS)*        | 74e                            |
| Directeur sportif : Alexander Kuznetsov |                                |                                |

| Gobernación del Táchira-Concafé # GTT  | Gobernación del Táchira-Concafé # GTT | Gobernación del Táchira-Concafé # GTT |
| -------------------------------------- | ------------------------------------- | ------------------------------------- |
| Num                                    | Coureur                               | Pos                                   |
| 51                                     | Jonathan Camargo (VEN)                | 5e                                    |
| 52                                     | Yeison Delgado (VEN)                  | 3e                                    |
| 53                                     | Jorge Abreu (VEN)                     | 7e                                    |
| 54                                     | José Márquez (VEN)                    | 51e                                   |
| 55                                     | Miguel Ubeto (VEN)                    | 57e                                   |
| 56                                     | Daniel Abreu (VEN)                    | 36e                                   |
| 57                                     | Luis Díaz (VEN)                       | 31e                                   |
| 58                                     | Elvis Rozo (VEN)                      | 32e                                   |
| Directeur sportif : Alexis Omar Méndez |                                       |                                       |

| Équipe nationale de Cuba CUB        | Équipe nationale de Cuba CUB | Équipe nationale de Cuba CUB |
| ----------------------------------- | ---------------------------- | ---------------------------- |
| Num                                 | Coureur                      | Pos                          |
| 61                                  | Víctor Horta (CUB)           | 85e                          |
| 62                                  | Lisnardi Alonso (CUB)        | 72e                          |
| 63                                  | Jesús Baragaño (CUB)         | AB-9                         |
| 64                                  | Yasmani Balmaseda (CUB)*     | 83e                          |
| 65                                  | Eduardo Acosta (CUB)*        | NP-8                         |
| 66                                  | César Rodríguez (CUB)*       | AB-3                         |
| 67                                  | José Mojica (CUB)            | 13e                          |
| 68                                  | Álvaro Soca (CUB)*           | AB-7                         |
| Directeur sportif : Lizardo Benitez |                              |                              |

| Gobernación de Yaracuy AGV GYY      | Gobernación de Yaracuy AGV GYY | Gobernación de Yaracuy AGV GYY |
| ----------------------------------- | ------------------------------ | ------------------------------ |
| Num                                 | Coureur                        | Pos                            |
| 71                                  | Carlos José Ochoa (VEN)        | 22e                            |
| 72                                  | Roniel Campos (VEN)*           | 24e                            |
| 73                                  | Anderson Paredes (VEN)*        | 12e                            |
| 74                                  | Henry Meneses (VEN)*           | 38e                            |
| 75                                  | Pedro Sequera (VEN)            | 16e                            |
| 76                                  | José García (VEN)              | 59e                            |
| 77                                  | Enrique Díaz (VEN)             | 48e                            |
| 78                                  | Xavier Quevedo (VEN) (Route)   | NP-5                           |
| Directeur sportif : Francisco Pazos |                                |                                |

| Hino Quici Esparza Guerrero HQM      | Hino Quici Esparza Guerrero HQM | Hino Quici Esparza Guerrero HQM |
| ------------------------------------ | ------------------------------- | ------------------------------- |
| Num                                  | Coureur                         | Pos                             |
| 81                                   | Rodrigo Granados (MEX)*         | AB-5                            |
| 82                                   | Jorge Pancoatl (MEX)            | AB-5                            |
| 83                                   | Rudy Rincón (MEX)               | AB-10                           |
| 84                                   | Carlos Cruz (MEX)               | AB-6                            |
| 85                                   | Álvaro Sainz (COL)              | AB-8                            |
| 86                                   | Víctor Pineda (COL)             | AB-6                            |
| 87                                   | Carlos Magzul (GUA)             | AB-5                            |
| 88                                   | Luis Pop (GUA)*                 | 95e                             |
| Directeur sportif : Raymundo Esparza |                                 |                                 |

| JHS Aves-Osorio Motos-Chacaros JOT    | JHS Aves-Osorio Motos-Chacaros JOT | JHS Aves-Osorio Motos-Chacaros JOT |
| ------------------------------------- | ---------------------------------- | ---------------------------------- |
| Num                                   | Coureur                            | Pos                                |
| 91                                    | Jhorman Flores (VEN)*              | 11e                                |
| 92                                    | Luis Mora (VEN)*                   | AB-10                              |
| 93                                    | Rubén Flores (VEN)                 | 29e                                |
| 94                                    | Omar Moreno (VEN)*                 | 47e                                |
| 95                                    | Jordan Gonzales (VEN)*             | 44e                                |
| 96                                    | José Moreno (VEN)*                 | 20e                                |
| 97                                    | Gylbert Docorurnao (VEN)           | 79e                                |
| 98                                    | Junnior Flores (VEN)               | 80e                                |
| Directeur sportif : Samuel Villamizar |                                    |                                    |

| Gobierno Bolivariano de Nueva Esparta GNE | Gobierno Bolivariano de Nueva Esparta GNE | Gobierno Bolivariano de Nueva Esparta GNE |
| ----------------------------------------- | ----------------------------------------- | ----------------------------------------- |
| Num                                       | Coureur                                   | Pos                                       |
| 101                                       | Daniel Smith (VEN)                        | 73e                                       |
| 102                                       | Alexander Gómez (VEN)                     | 70e                                       |
| 103                                       | Héctor González (VEN)                     | 87e                                       |
| 104                                       | Alfredo Teresen (VEN)                     | 81e                                       |
| 105                                       | Tomás Teresen (VEN)                       | 94e                                       |
| 106                                       | José Diaz (VEN)                           | 88e                                       |
| 107                                       | David Carreno (VEN)                       | 92e                                       |
| 108                                       | Isaac Cañizáles (VEN)                     | 82e                                       |
| Directeur sportif : Frank Consuegra       |                                           |                                           |

| Ona Idt Fona OFT                   | Ona Idt Fona OFT     | Ona Idt Fona OFT |
| ---------------------------------- | -------------------- | ---------------- |
| Num                                | Coureur              | Pos              |
| 111                                | Xavier Nieves (VEN)* | 84e              |
| 112                                | Wiston Camargo (VEN) | 61e              |
| 113                                | Nelson Camargo (VEN) | 4e               |
| 114                                | Brandon Leira (VEN)* | 45e              |
| 115                                | Gil Cordovés (VEN)   | AB-7             |
| 116                                | Tomás Gil (VEN)      | AB-9             |
| 117                                | Isaac Yaguaro (VEN)* | 52e              |
| 118                                | Francisco Díaz (VEN) | 93e              |
| Directeur sportif : Alexis Paredes |                      |                  |

| Gobierno Barinas-IRDEB GIB        | Gobierno Barinas-IRDEB GIB | Gobierno Barinas-IRDEB GIB |
| --------------------------------- | -------------------------- | -------------------------- |
| Num                               | Coureur                    | Pos                        |
| 121                               | Jhoan Páez (VEN)           | AB-7                       |
| 122                               | Ralph Monsalve (VEN)       | AB-7                       |
| 123                               | Ronan Lindarte (VEN)       | 30e                        |
| 124                               | Fernando Briceño (VEN)     | 18e                        |
| 125                               | Darwin Montilla (VEN)*     | 50e                        |
| 126                               | Iván Peñaranda (VEN)       | NP-1                       |
| 127                               | Jorge Burgos (VEN)*        | 76e                        |
| 128                               | Cristofer Nieto (VEN)*     | 67e                        |
| Directeur sportif : Adin Marquina |                            |                            |

| Gobierno del Zulia-Lotería del Zulia GLZ | Gobierno del Zulia-Lotería del Zulia GLZ | Gobierno del Zulia-Lotería del Zulia GLZ |
| ---------------------------------------- | ---------------------------------------- | ---------------------------------------- |
| Num                                      | Coureur                                  | Pos                                      |
| 131                                      | Roberto Nava (VEN)                       | 90e                                      |
| 132                                      | Eudin Pina (VEN)*                        | AB-7                                     |
| 133                                      | Nelmanuel Carmona (VEN)                  | 78e                                      |
| 134                                      | Neubery Castaño (VEN)                    | 53e                                      |
| 135                                      | Orlando Padrón (VEN)                     | AB-7                                     |
| 136                                      | Romer Medina (VEN)*                      | 91e                                      |
| 137                                      | Luis Valera (VEN)                        | AB-10                                    |
| 138                                      | José Piñeiro (VEN)                       | 58e                                      |
| Directeur sportif : Arsenio Nava         |                                          |                                          |

| PDVSA-Café Flor de Patria PPT     | PDVSA-Café Flor de Patria PPT | PDVSA-Café Flor de Patria PPT |
| --------------------------------- | ----------------------------- | ----------------------------- |
| Num                               | Coureur                       | Pos                           |
| 141                               | Andrés Soto (VEN)             | 26e                           |
| 142                               | Luis Pinto (VEN)*             | 37e                           |
| 143                               | Carlos Torres (VEN)*          | AB-6                          |
| 144                               | Gusneiver Gil (VEN)           | AB-6                          |
| 145                               | Jesús Rojas (VEN)             | 77e                           |
| 146                               | José Mendoza (VEN)*           | AB-10                         |
| 147                               | Nelson Altuve (VEN)           | NP-1                          |
| 148                               | Francisco Herrera (VEN)*      | 89e                           |
| Directeur sportif : Lohana Torres |                               |                               |

| Trucksosa TMX                    | Trucksosa TMX                  | Trucksosa TMX |
| -------------------------------- | ------------------------------ | ------------- |
| Num                              | Coureur                        | Pos           |
| 151                              | Héctor Rangel (MEX)            | AB-6          |
| 152                              | José Carlos Valdez Calva (MEX) | AB-7          |
| 153                              | David Salomón (MEX)            | 66e           |
| 154                              | William Muñoz (COL)*           | AB-7          |
| 155                              | Alejandro Ríos (COL)           | AB-7          |
| 156                              | Héctor Jacobo (MEX)            | NP-1          |
| 157                              | Arquímides Lam (MEX)           | 68e           |
| 158                              |                                |               |
| Directeur sportif : Juan Andrade |                                |               |

| Kino Táchira KTT                     | Kino Táchira KTT       | Kino Táchira KTT |
| ------------------------------------ | ---------------------- | ---------------- |
| Num                                  | Coureur                | Pos              |
| 161                                  | Yonathan Salinas (VEN) | 54e              |
| 162                                  | Yosvangs Rojas (VEN)   | NP-9             |
| 163                                  | John Nava (VEN)        | 9e               |
| 164                                  | Juan Carlos Ruiz (VEN) | 41e              |
| 165                                  | Maky Román (VEN)       | 33e              |
| 166                                  | Yorman Fuentes (VEN)   | 62e              |
| 167                                  | Freddy Vargas (VEN)    | 34e              |
| 168                                  |                        |                  |
| Directeur sportif : Aldrin Salamanca |                        |                  |

| Fundación José Rujano-Alcadía de Antonio Pinto Salinas RPM | Fundación José Rujano-Alcadía de Antonio Pinto Salinas RPM | Fundación José Rujano-Alcadía de Antonio Pinto Salinas RPM |
| ---------------------------------------------------------- | ---------------------------------------------------------- | ---------------------------------------------------------- |
| Num                                                        | Coureur                                                    | Pos                                                        |
| 171                                                        | Rubén Parra (VEN)                                          | AB-9                                                       |
| 172                                                        | Carlos Castro (VEN)                                        | 63e                                                        |
| 173                                                        | Ismael Cárdenas (VEN)*                                     | 60e                                                        |
| 174                                                        | Gabriel Mendoza (VEN)*                                     | 75e                                                        |
| 175                                                        | Jatniel Figueroa (VEN)*                                    | AB-8                                                       |
| 176                                                        | Wilson Pereira (VEN)*                                      | 42e                                                        |
| 177                                                        |                                                            |                                                            |
| 178                                                        |                                                            |                                                            |
| Directeur sportif : José Araque                            |                                                            |                                                            |